# Heligmonevra genitalis
Heligmonevra genitalis är en tvåvingeart som först beskrevs av Edwards 1919.  Heligmonevra genitalis ingår i släktet Heligmonevra och familjen rovflugor. Inga underarter finns listade i Catalogue of Life.